# Steve Coast

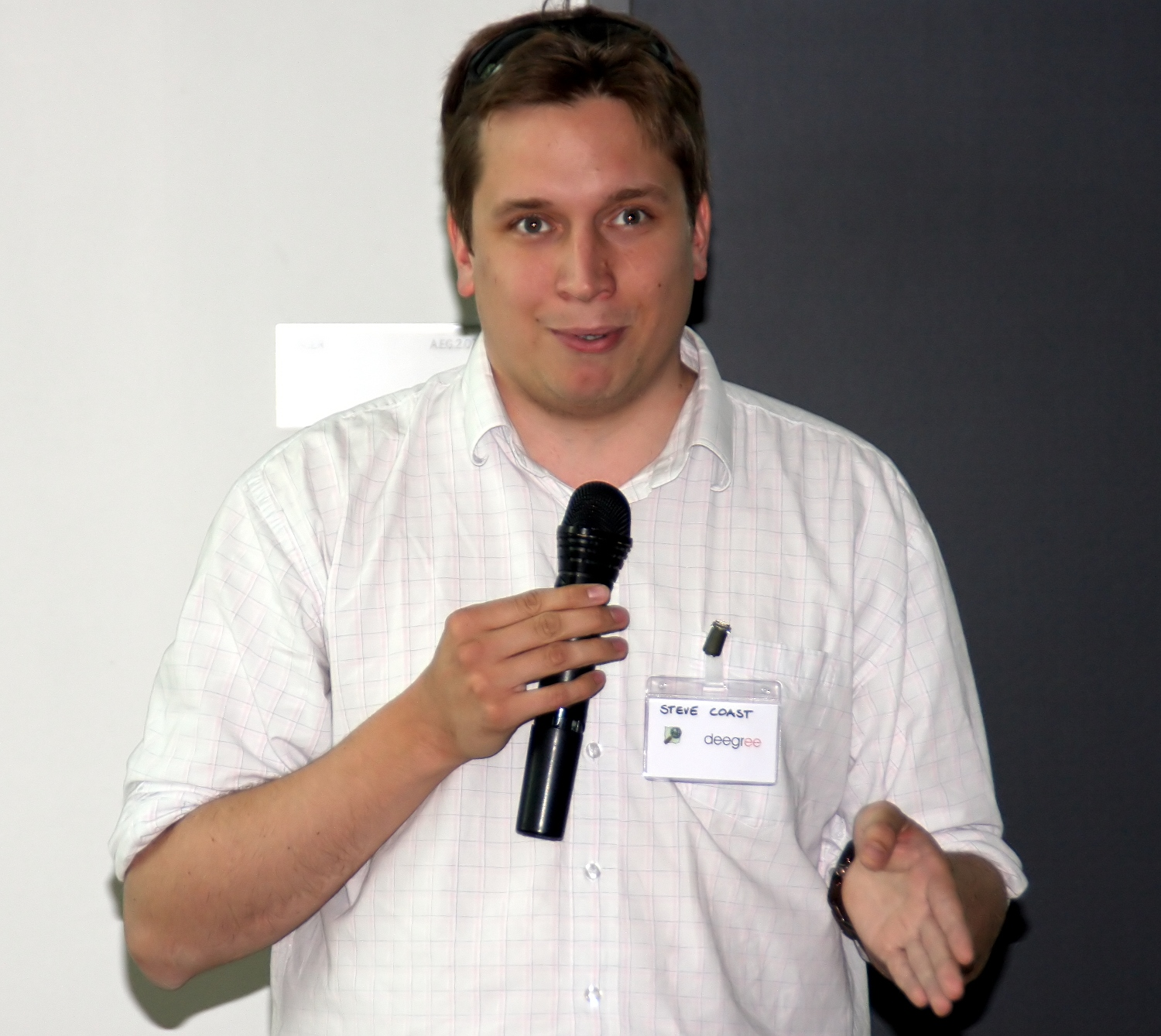
Steve Coast auf der Konferenz OSM im Rheinland (Mai 2009)

Stephen Philip „Steve“ Coast (* 20. Dezember 1980) ist der Gründer von OpenStreetMap und CloudMade.

## Leben
Coast wuchs in Walderslade und London auf. Hier arbeitete er zunächst als Praktikant bei Wolfram Research, bevor er sein Informatik-Studium am University College London begann. Im Juli 2004 gründete er das OpenStreetMap-Projekt (OSM).
Zusammen mit Nick Black gründete er 2006 das Technologie-Beratungsunternehmen ZXV Ltd. 2008 zog er nach San Francisco. Nach einem Investment von Nikolaj Nyholm und Sunstone Capital wurde 2008 aus ZKV CloudMade. 2009 zog er mit seiner Frau Hurricane Coast nach Denver (Colorado). Im Oktober 2010 kündigte Coast bei CloudMade, ist jedoch weiterhin Anteilseigner. Im November 2010 kündigte Steve Coast an, in Zukunft bei Microsoft als Principal Architect zu arbeiten.
Laut Vermeldung von Bing hat Microsoft Steve Coast im November 2010 endgültig eingestellt. Als „Gegenleistung“ wurden der OpenStreetMap-Community die Luftbilder von Bing (jedoch ausdrücklich nicht die Karten-Daten) für das Mappen zur Verfügung gestellt.
Am 3. September 2013 gab Steven Coast auf seinem Blog bekannt, nun für die Firma Telenav zu arbeiten. Er unterstütze dort die Entwicklung des auf OSM-basierenden Scout Navigators. Im Januar 2016 verließ er Telenav und wurde Berater bei Navmii. Im März wurde er von what3words rekrutiert.